# Орт (монета)
Орт (Орта, Ортуг) (устаревшее значение с нем. Ort — четвертая часть; этот термин продолжают использовать в нумизматике) — серебряная, затем биллонная монета Германии и Речи Посполитой XVI—XVIII веков.
Впервые была выпущена в Германии в XVI веке как серебряная монета, равная 1/4 талера («ортсталер», Ortstaler). Чеканили монеты в ортсталер и полортсталера (или ахтельталер).

На аверсе ортсталера изображался императорский орел и цифра 4 (1/4 талера), на реверсе имелась надпись Ortstaler.

На аверсе полортсталера был изображен императорский орел и номинал 8 (1/8 талера), на реверсе — надпись 1 halb Ortstaler или VIII einen Reichstaler (1/8 талера).
С 1608 года орт стали чеканить в Гданьске, после чего он получил широкое распространение в Речи Посполитой. С 1618 года орт стали чеканить в Быдгоще, затем в других монетных дворах Польши. Первоначально орт весил около 7 г (содержание чистого серебра — 6,089 г) и приравнивался к 10 грошам, в 1615 году содержание серебра в орте уменьшили до 5,676 г. В 1656 году серебряное содержание орта вновь было снижено — теперь он стал равным 1/5 талера. Однако в связи с ухудшением качества гроша стоимость орта постепенно выросла до 16 и 18 грошей.
Варшавский сейм 1677 года приравнял орт к «злотому» («тымфу»), то есть к 18 грошам (номинал 18 стал чеканиться на монетах), однако орт содержал больше серебра (3,9 г против 3,36 г в «тымфе»). Таким образом, он теперь стал равен 1/6 талера.
В царствование короля Августа III орт был окончательно приравнен к «тымфу» и чеканился из биллона. Имеется две разновидности монеты: на аверсе обоих видов изображен король Август III, на реверсе под гербом Речи Посполитой написано в одном варианте число «18», в другом — буква «Т» (Tymf).
В последний раз в Речи Посполитой орт был выпущен в виде пробной монеты в 1766 году.
В Пруссии в 1749 году была возобновлена чеканка ортов по образцу польских монет; за свой номинал (18 грошенов) они получили название «ахтценгрошер» (Achtzehngröscher — восемнадцатигрошевик). В связи с резким падением качества монеты в годы Семилетней войны в 1765 году выпуск прусских ортов пришлось прекратить.
Тогда же в годы Семилетней войны российская императрица Елизавета Петровна чеканила монету для оккупированной Пруссии, в том числе биллонный 18-грошевик (интересно, что отдельно чеканилась очень похожая монета из биллона достоинством 1/6 талера).